# 마리안 스몰루호프스키
마리안 리테르 본 스몰란 스몰루호프스키(폴란드어: Marian Ritter von Smolan Smoluchowski IPA: [ˈmarjan smɔluˈxɔfski], 독일어: Marian Ritter von Smolan Smoluchowski 마리안 리터 폰 스몰란 스몰루호프스키[*], 1872년 ~ 1917년)은 폴란드의 물리학자이다.

## 생애
오스트리아 태생으로, 리비우 대학교 및 야기에우워 대학교의 교수가 되었다. 브라운 운동에 관한 이론을 세우고, 기체 안에서 온도나 밀도가 작은 부분에는 평균치 쪽으로 몰리는 흔들림이 있음을 밝혔다. 이것으로 기체와 혼합 액체에서 볼 수 있는 유광 현상을 발견하였다.

## 같이 보기
- 전기영동